# Geologia da Eslováquia

Mapa geológico da Eslováquia

A geologia da Eslováquia é estruturalmente complexa, com uma gama altamente variada de cordilheiras e cinturões formados durante as eras Paleozóica, Mesozóica e Cenozóica .

## Estratigrafia, tectônica e história geológica

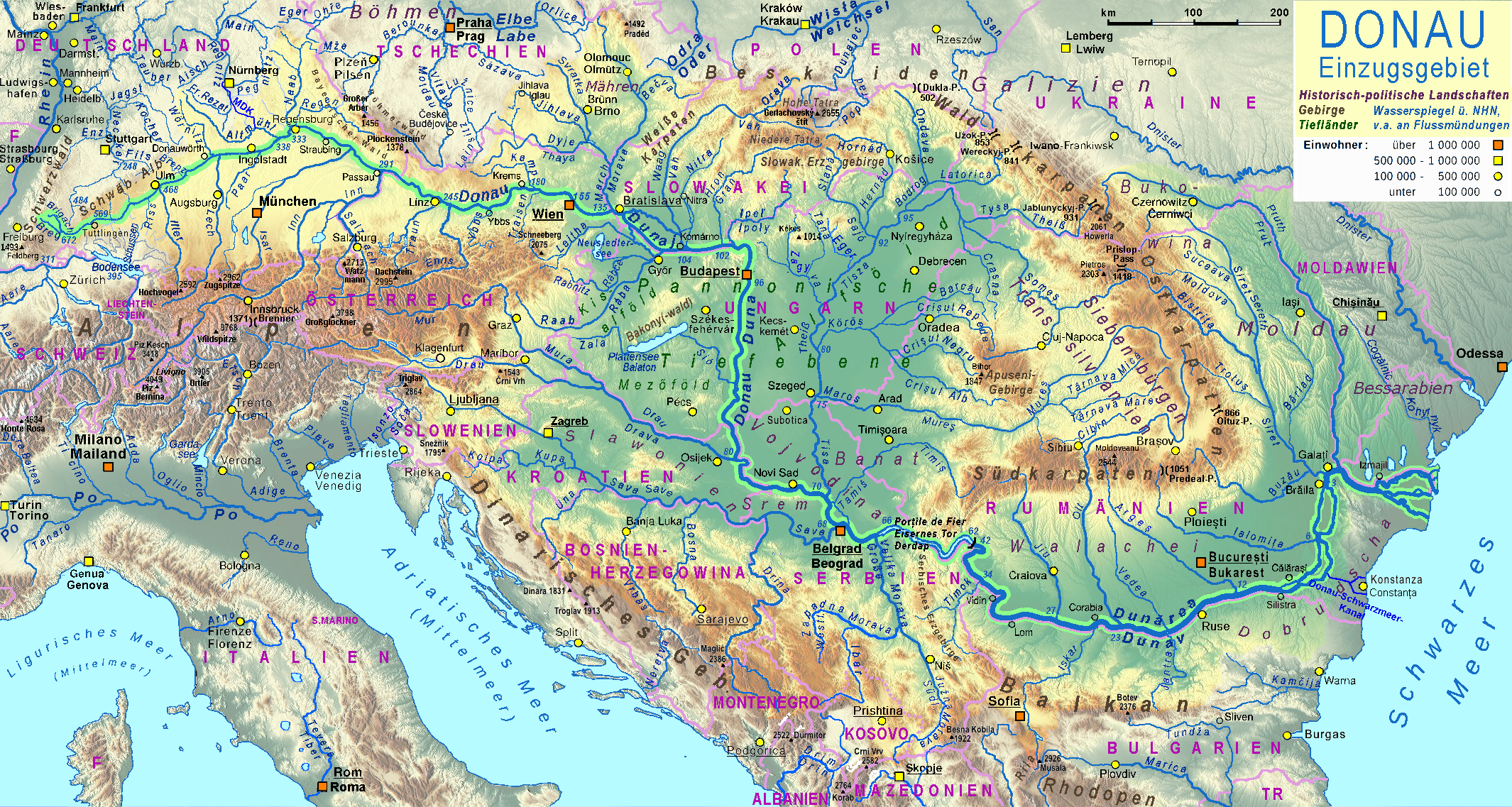
Rota do Rio Danúbio

A maior parte da Eslováquia está situada no cinturão orogênico dos Cárpatos ocidentais, exceto o leste do país, que fica nos Cárpatos orientais. A Cordilheira do Meio Transdanúbio ocupa uma pequena área no sul, formando as rochas do embasamento da Bacia do Danúbio. A fronteira dos Alpes Orientais com os Cárpatos Ocidentais atravessa a Eslováquia.

### Cárpatos Ocidentais Externos

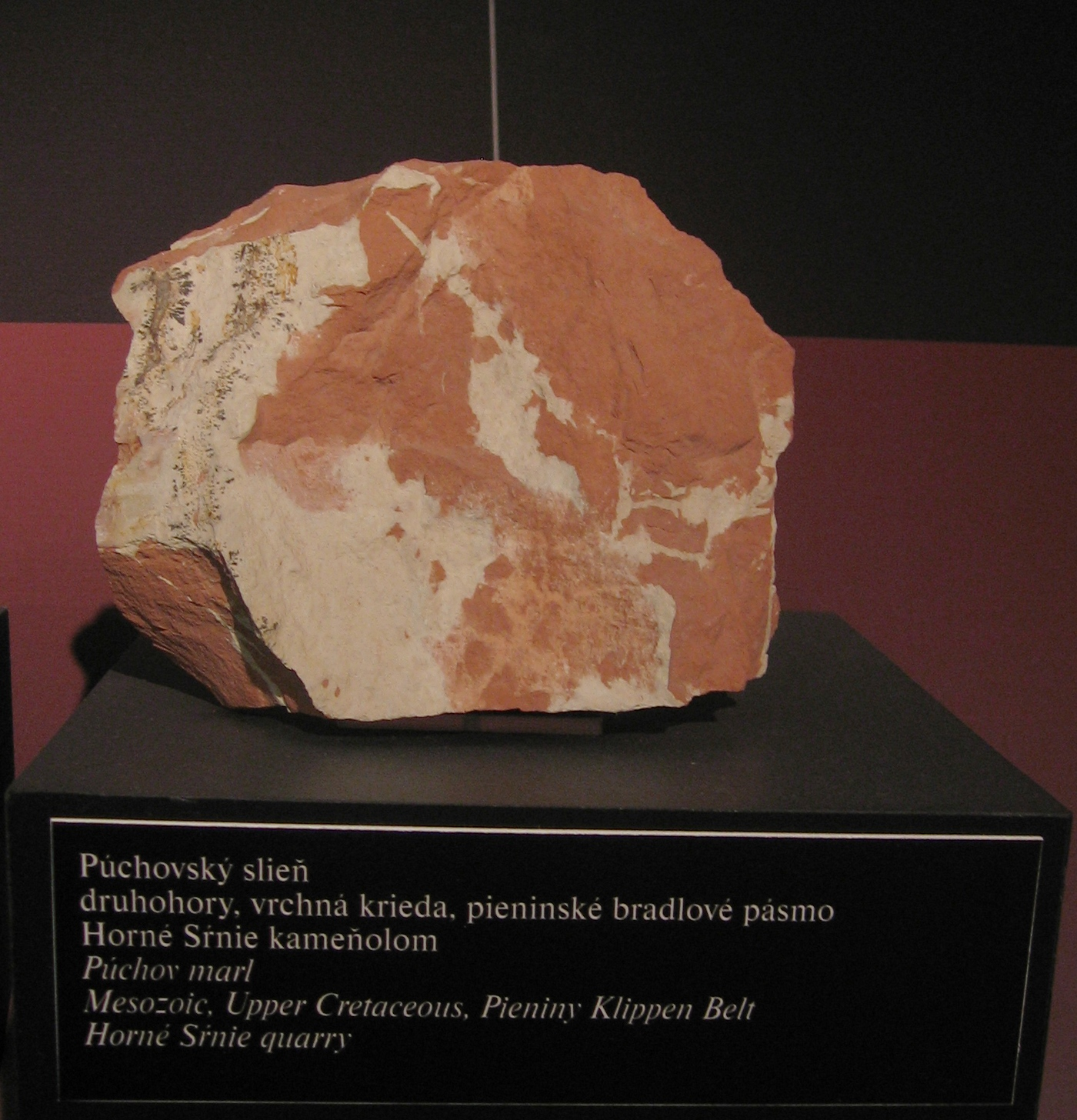
Marl do Pieniny Klippen Belt na pedreira Horné Srnie

- Foredeep dos Cárpatos : Foredeeps formados durante a orogenia Herciniana, preenchidos com rochas sedimentares do Carbonífero até o Oligoceno . Uma nappe do Mioceno, composta de rochas sedimentares cretáceas e paleogênicas dobradas, conhecida como Cinturão Flysch, cobre a maior parte do foredeep.
- Pieniny Klippen Belt : Uma zona altamente comprimida estreita de 15 quilômetros de largura com camadas de calcário "klippen" do Jurássico-Cretáceo Inferior cercadas por mais marga plástica do Cretáceo. O cinturão registra sinais de colisão oblíqua no Albiano, subducção e separação de rocha cristalina, empilhamento de nappe no Campaniano e subducção da cordilheira exótica Pieniny no Senoniano .

### Gemer Belt
- Gemericum : Cambriano ou Ordoviciano através do filito do período Triássico, metaquartzito, lydite (preto chert) e calcário cristalino parcialmente substituído por siderita pertencente ao Grupo Gelnica e Radovec, com cinco a 10 quilômetros de espessura nas Montanhas Spissko-gemerske rudoharie. Também contém rochas marinhas das rochas vulcânicas do Carbonífero e Permiano.
- Unidade Meliata : gesso permiano, calcário triássico e vulcanitos básicos e olistossomos jurássicos - sedimentação em um vale com um embasamento de crosta oceânica. Esta unidade aparece como "janelas" dentro do Silica Nappe.
- Borka Nappe : Um cinturão estreito entre o Karst eslovaco e o Gemericum com vulcanitos básicos glaucofanizados do Triássico.
- Rudabanyaicum : Pequenas unidades nappe triássicas levemente metamorfoseadas que se estendem da Hungria para a Eslováquia.
- Nappe de sílica : Um nappe grande, com 1,2 km de espessura Triassic Wetterstein Limestone. A planície cárstica do Karst eslovaco é formada dentro da Silica Nappe. Originalmente incluía rochas jurássicas, mas a maioria delas foi erodida.

### Cenozóico (66 milhões de anos atrás)

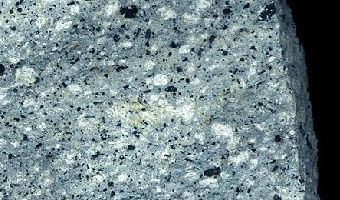
Andesito neogênico de Krupina

No Paleógeno, no início do Cenozóico, uma transgressão marinha inundou a região desde as proximidades do Cinturão Flysch até a área dos Cárpatos do Centro-Oeste. Sedimentos paleógenos são encontrados nas depressões de Orava, Liptov, Spiš, Zilina e Podhale. Na Zona Peri Klippen, a sedimentação começou no Paleoceno, como o calcário Kambühel. O conglomerado é comum como os estratos inferiores, cobertos por flysch . Na borda do Cinturão Flysch subductivo, as rochas sedimentares têm até quatro quilômetros de espessura. As rochas dos Cárpatos centrais não são dobradas.
Depósitos de melaço depositados no período Oligoceno no sul da Eslováquia a partir da Bacia da Panônia na Hungria. O melaço back-arc formou várias grandes bacias, incluindo a Bacia de Viena, a Bacia do Danúbio, a Bacia da Eslováquia do Sul e a Bacia da Eslováquia Oriental no Neógeno (o Danuba, a Eslováquia do Sul e a Eslováquia do Leste são todas subdivisões da Bacia da Panônia ). As bacias são preenchidas com os sedimentos associados ao oceano Paratethys, com até cinco quilômetros de espessura. Marl é particularmente comum, intercalado com arenito, tufo, conglomerado e calcário de algas. Os sedimentos tornaram-se salobra ao longo do tempo como o Paratethys foi isolado do resto dos oceanos do mundo. No geral, as bacias são divididas por numerosas falhas e pequenos grabens, como a Bacia Turiec, a Bacia Ziar e a Bacia Orava preenchidas com sedimentos lacustres.
Houve atividade vulcânica limitada no Cenozóico, incluindo um enxame de diques de andesita nos Cárpatos Exteriores. Pesquisas geofísicas e furos revelaram rochas vulcânicas enterradas no sudoeste da Bacia do Danúbio e rochas vulcânicas são encontradas em todo o centro-oeste dos Cárpatos e leste da Eslováquia.
No Plioceno Superior, antes das glaciações quaternárias, a Eslováquia tinha um clima subtropical semelhante ao clima mediterrâneo .

#### quaternário
As glaciações quaternárias identificadas na Eslováquia são, da mais antiga para a mais recente: Donau, Günz, Mindel, Riss e Würm . Durante essas glaciações, as geleiras que se estendem pelas encostas dos Altos Tatras e planaltos não glaciados estiveram sujeitas ao intemperismo da geada e à solifluxão . A deflação dos solos também é evidente em locais montanhosos.
Turfa, areias eólicas sopradas pelo vento, areia fluvial e cascalho e loess são todos sedimentos quaternários típicos, formados nos últimos 2,5 milhões de anos e dominando a superfície das planícies eslovacas.  As folhas de loess da Eslováquia são nomeadas, do menor para o maior W 1, W 2 e W 3 . Entre W 1 e W 2 encontra-se uma camada de solo de terra preta e entre W 2 e W 3 encontra-se um solo incipiente que em partes é gleyado ou crioturbado .
O rio Váh tem até sete terraços de areia e cascalho. O travertino também é comum, incluindo o travertino que preservou um molde craniano de um neandertal de Gánovce. As formações de moraine permanecem nas altas montanhas das glaciações do Pleistoceno . 

## geologia econômica
O moderadamente metamorfoseado Spišsko-gemerské rudohorie hospeda veios de siderita, calcopirita e tetraedrita junto com a magnesita do tipo Veitsch, e as montanhas Kremnica-Štiavnica têm veios polimetálicos de chumbo, zinco, cobre, ouro e prata . As rochas do Permiano geralmente contêm minério de urânio . O sal é encontrado na Bacia de Neogene East Slovak e o carvão marrom é extraído tanto da Bacia de Handlová-Nováky quanto da Bacia de Modrý Kameň-Potor. Existem pequenos depósitos de gás natural e petróleo nos estratos do Neogene da Bacia de Viena, juntamente com rochas triássicas mais antigas. 